# 1 Reyes 12
1 Reyes 12 es el decimosegundo capítulo de los Libros de los Reyes de la Biblia hebrea o Primer Libro de los Reyes del Antiguo Testamento de la Biblia cristiana El libro es una compilación de varios anales que registran los actos de los reyes de Israel y Judá por un compilador deuteronómico en el siglo VII a. C., con un suplemento añadido en el siglo VI a. C.. 1 Reyes 12:1 a 16:14 documenta la consolidación de los reinos del norte de Israel y Judá: este capítulo se centra en los reinados de Roboam y Jeroboam.

## Texto
Este capítulo fue escrito originalmente en lengua hebrea y desde el siglo XVI se divide en. 33 Versículos.

### Testigos textuales
Algunos de los primeros manuscritos que contienen el texto de este capítulo en hebreo pertenecen a la tradición del Texto Masorético, que incluye el Códice de El Cairo (895), el Códice de Alepo (siglo X) y el Códice Leningradensis (1008). Fragmentos que contienen partes de este capítulo en hebreo se encontraron entre los Rollos del Mar Muerto, es decir, 6Q4 (6QpapKgs; 150-75 a. C.) con los Versículos 28-31 existentes..
También existe una traducción al griego koiné conocida como Septuaginta, realizada en los últimos siglos a. C.. Los manuscritos antiguos existentes de la versión Septuaginta incluyen el Codex Vaticanus (B; {\displaystyle {\mathfrak {G}}}B; siglo IV) y el Codex Alexandrinus (A; {\displaystyle {\mathfrak {G}}}A; siglo V).